# Taufkirchen (Landkreis Mühldorf am Inn)

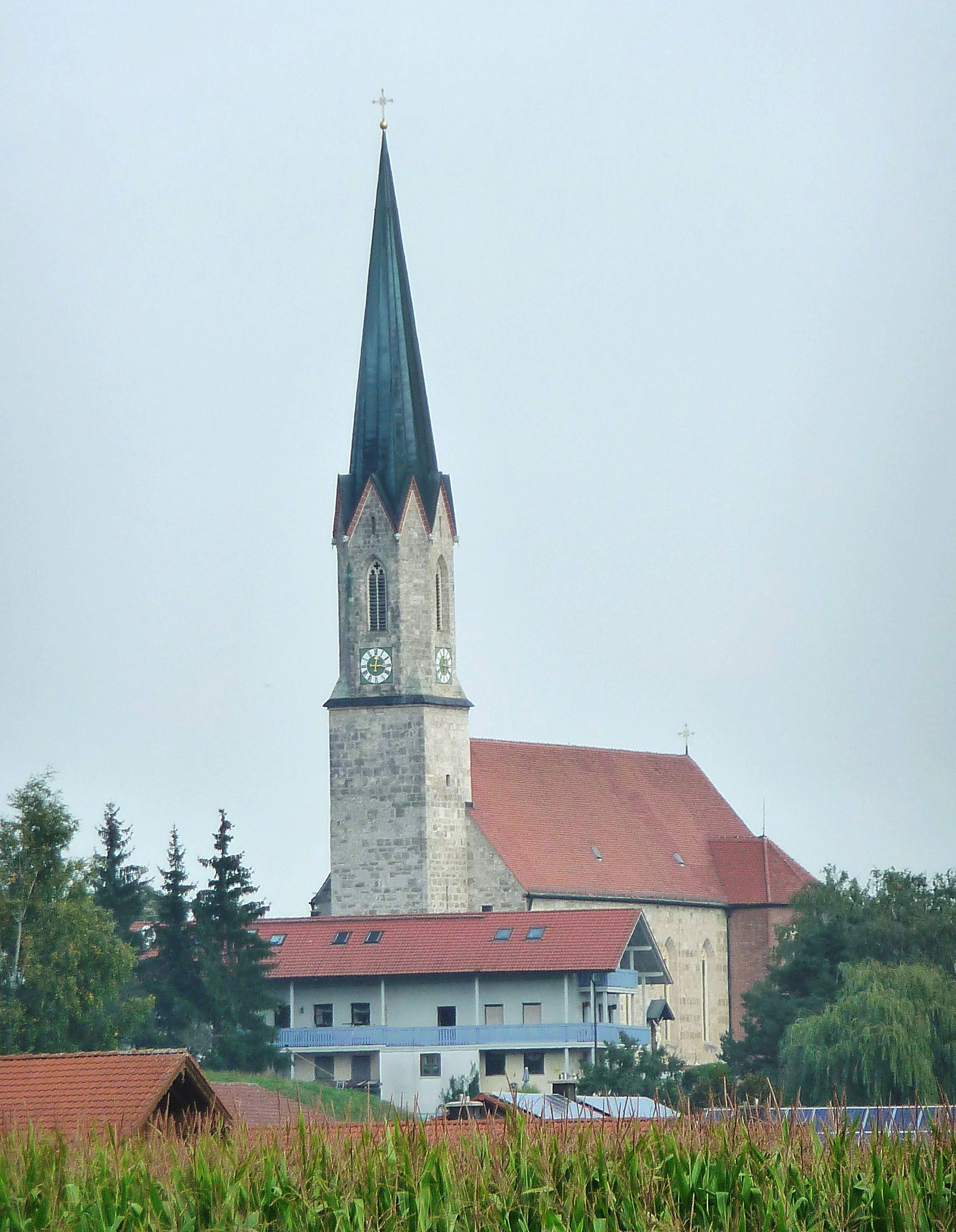
Die Pfarrkirche St. Jakobus

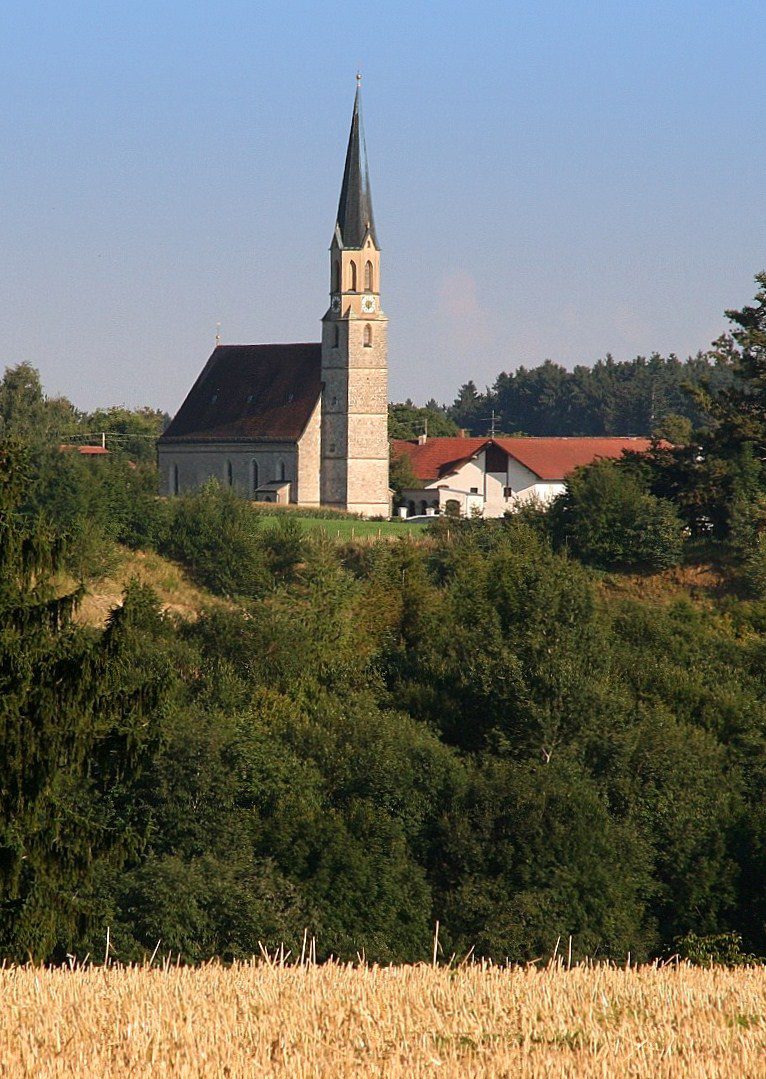
Mariä Himmelfahrt, Pietenberg

Taufkirchen (bairisch Dafkiacha) ist eine Gemeinde im oberbayerischen Landkreis Mühldorf am Inn an der Grenze zum südlicheren Landkreis Traunstein. Sie ist seit 1978 Mitglied der Verwaltungsgemeinschaft Kraiburg am Inn.

## Geographie

### Gemeindegliederung
Es gibt 81 Gemeindeteile:
- Aigner
- Almoding
- Altstill
- Ameiser
- Bachmann
- Bahmer
- Bichl
- Bliemer
- Bliemhub
- Brandstätt
- Butting
- Dunzmaier
- Ed
- Enggallenbach
- Englhausen
- Forsthub
- Fraham
- Frail
- Franking
- Fürst
- Fürstenberg
- Gallenbach
- Galned
- Geisberg
- Goger
- Großmaier
- Gruber
- Grünau
- Haunthal
- Hinterbichl
- Höhenberg
- Höllhund
- Höllthal
- Holzlechen
- Hundberg
- Kaiser
- Kern
- Kitzlmann
- Kronberg
- Lafering
- Lanzing
- Lutzenberg
- Maisham
- Pettenham
- Moosed
- Mooser
- Neudeck
- Oberwallner
- Pietenberg
- Rainer
- Reit
- Rieder
- Rückl
- Scheitzenöd
- Schergenham
- Schern
- Scherned
- Schönhub
- Sonham
- Spielbichl
- Spitzer
- Stadler
- Steinau
- Straßer
- Stumpfer am Zaun
- Stümpfl
- Taufkirchen
- Tauschhub
- Thaler
- Unterwallner
- Vorrach
- Waltersberg
- Weiderer
- Weiß
- Westen
- Winkl
- Winkler
- Zantl
- Zauner
- Zaunhub
- Zeiling

### Nachbargemeinden
Die Nachbargemeinde im Norden ist der Markt Kraiburg am Inn. Im Osten grenzt Oberneukirchen an Taufkirchen. Im Süden von Taufkirchen grenzen Engelsberg und Peterskirchen (Gemeinde Tacherting), die beide bereits im Landkreis Traunstein liegen. Westlich von Taufkirchen liegt die Gemeinde Unterreit.

## Geschichte
Der Gemeindeort Taufkirchen, dem früher die Bezeichnung „vor dem Wald“ angefügt war, wurde größtenteils schon im 10. Jahrhundert besiedelt. Vermutet wird sogar schon eine Besiedelung bei der ersten Landnahme durch die im 6. Jahrhundert eingewanderten Bajuwaren.

### Erste urkundliche Erwähnungen
Vir nobilis Fridaperth übergab 924 dem Salzburger Erzbischof Odalbert (923–935) von seinem Besitz in loco Pettinheima (Pettenham), dafür wies ihm der Erzbischof Besitz zu Troibach bei Aschau an (beurkundet zu Weilkirchen im Jahre 924). Aus dem Codex Odalbert ist zu erfahren, dass der Archidiakon Hasswin dem Erzbischof im Jahr 925 zwei Besitzungen übergab. Dafür überließ ihm der Erzbischof Engilhereshusa und Puotinperch (Engelhausen und Pietenberg) (ausgefertigt zu Chiemsee am 9. Juni 925). Erzbischof Odalbert tauschte 931 mit der sanctimonialis Himildruda Pietenberg. Puotinperch war nach dieser Urkunde, ausgestellt zu Erharting am 2. August 931, bereits Kirchenort.
Als Pfarrort wurde Taufkirchen 1068 erstmals urkundlich erwähnt. Adlwinus wurde als erster Pfarrherr von Taufkirchen genannt. Pfarrhof war die Einöde Lafering. Zur Pfarrei gehörten die Filialen Pietenberg, Pettenham, Sonham und die Expositur Kraiburg.
Erzbischof Konrad I. (1132–1147) tauschte 1132 vom Kloster Au am Inn u. a. Sonderheim (Sonham) und Betzenheim (Pettenham) ein. Als Zeuge war Reginwardus de Sanderheim um 1132 angeführt. Graf Meginhard übergab 1149 in Cholnpuch (Gallenbach) an den Markgrafen Engilbert von Kraiburg drei Weinberge. Erzbischof Konrad III. (1177–1183) nahm 1177 Kloster Gars in seinen Schutz und schenkte ihm das praedium Bettenheim cum Capella in co sita. Seit 1177 ist also Pettenham Kirchenort. Ein Chunrad des Sonneheim (Sonham) am Gallenbach war 1199 Zeuge für seinen Bruder Heinrich von Oberneukirchen (Oberbayern).

### Grafen von Taufkirchen-Gallenbach
Die späteren Grafen von Taufkirchen-Gallenbach waren seit dem 10. Jahrhundert in Gallenbach ansässig und kamen später, ca. 1300, nach Guttenburg. Sie waren ursprünglich Ministerialen des Grafen von Kraiburg. Das heutige Wirtsanwesen in Gallenbach war der Ministerialensitz, das kleine Schlösschen auf der Anhöhe war Zufluchtsort bei Gefahr und nie ständig bewohnt. Bis zum Jahr 1824 war das Schloss Guttenburg im Besitz der Grafen von Taufkirchen. 1640 wurde das Geschlecht von Taufkirchen-Gallenbach in den Freiherrenstand erhoben. In den Jahren 1634 und 1635 wütete die Pest in der Gegend von Taufkirchen. Der damalige Pestfriedhof soll beim Frailbauern gewesen sein. Vermutlich lag er südlich vom Hof, wo in einigen alten Nagelfluhsteinbrüchen im Wald die Toten schnell beerdigt werden konnten. 1684 wurden die Freiherren von Taufkirchen-Gallenbach in den Grafenstand erhoben.

### 18./19. Jahrhundert
1808 wurden die Gemeinden Zeiling und Taufkirchen gegründet, die 1818 mit dem Zweiten Gemeindeedikt Selbstverwaltungsrechte erhielten. Kraiburg wurde 1876 vom Ordinariat zur eigenständigen Pfarrei erhoben. Die Gründung der Freiwilligen Feuerwehr Taufkirchen-Zeiling war 1884. Durch Pfarrer Matthias Seeanner kam im Jahre 1894 der Pfarrhof ins Dorf. Möglich war dies durch den Tausch der Grundstücke und Höfe von Lafering mit dem Schneiderbauer von Taufkirchen.

### Nach dem Zweiten Weltkrieg
Nach dem Zweiten Weltkrieg mussten viele Vertriebene aufgenommen werden; 1948 waren dies in Taufkirchen 258 Personen. In den folgenden Jahren wanderten die meisten in die neu entstandene Industriestadt Waldkraiburg ab.
Ab 1954 wurden neue Siedlungsgebiete an der Sportplatzstraße ausgewiesen, zwölf Jahre später folgte das Siedlungsgebiet Am Wirtsberg. Am 1. Juli 1970 kam die Gemeinde Zeiling durch freiwillige Gemeindezusammenlegung zur Gemeinde Taufkirchen. Nach diesem Zusammenschluss hatte die Einwohnerzahl Taufkirchens etwa 980 erreicht. Nach über 900-jähriger Selbständigkeit wurde die Pfarrei 1972 in den Pfarrverband Kraiburg eingegliedert.
Das Siedlungsgebiets Am Ederberg wurde 1972 ausgewiesen. Taufkirchen wurde 1978 Mitglied der Verwaltungsgemeinschaft Kraiburg am Inn.
Es folgten die Ausweisungen der Siedlungsgebiete Am Nemerberg 1979, Hötzlstraße 1984, Gallenbachstraße 1993, Am Anger 1995, Ziererwiese 1995 und Weiß 2003.

### Einwohnerentwicklung
Zwischen 1988 und 2018 wuchs die Gemeinde von 1225 auf 1385 um 160 Einwohner bzw. um 13,1 %.

## Politik

### Gemeinderat
Bei der Gemeinderatswahl am 15. März 2020 wurde folgendes Ergebnis erzielt:
- Die Freie Liste Taufkirchen konnte mit einem Stimmenanteil von 48,4 Prozent sechs Mandate erringen
- Die Unabhängige Wählergruppekonnte mit einem Stimmenanteil von 51,6 Prozent ebenfalls sechs Mandate erringen.

Die Wahlbeteiligung lag bei 66,0 Prozent.

### Bürgermeister
Erster Bürgermeister ist Alfons Mittermaier (Unabhängige Wählergruppe-UWG). Er wurde am 15. März 2020 mit 92,8 % der abgegebenen Stimmen gewählt.

### Wappen
|                         | Blasonierung: „Geteilt; oben in Rot ein silberner Pfahl, unten in Blau ein nach links gewendeter silberner Fuchs.“ |
| Wappenführung seit 1974 | |

## Kultur und Sehenswürdigkeiten

### Bauwerke
Besondere Sehenswürdigkeiten sind die landschaftlich reizvolle Umgebung im Voralpenland und die Kirchen der Gemeinde. Dorfmittelpunkt bildet die Pfarrkirche St. Jakobus mit dem Fünf-jochigen Langhaus und das Gemeindezentrum, wo zahlreiche Veranstaltungen aus dem Gemeindeleben stattfinden.
Die Wallfahrtskirchen Mariä Himmelfahrt in Pietenberg aus dem 15. Jahrhundert, St. Valentin in Pettenham und St. Georg in Sonham sind beliebte Ausflugsziele im Gemeindegebiet Taufkirchen.

### Veranstaltungen
Der Georgiumritt, der alle zwei Jahre im Gemeindeteil Sonham stattfindet, ist bei Pferdefreunden beliebt. In Taufkirchen findet jedes Jahr am dritten Augustwochenende das Motorradtreffen der Motorradfreunde Taufkirchen-Oberneukirchen statt. Auch das Oldtimertreffen des Vehikelclubs ist eine beliebte Veranstaltung in Taufkirchen.